# Чинка на Кокосовия остров
Чинката на Кокосовия остров (Pinaroloxias inornata) е вид птица от семейство Тангарови. Тя е един от видовете Дарвинови чинки, но е единственият вид, който не обитава Галапагоските острови. Тя е и единствен представител от род Pinaroloxias. Видът е ендемичен за Кокосовия остров и е една от най-често срещаните птици на него.
Птицата е малка и с компактно тяло с дължина 12 cm и тегло около 12,5 грама. Мъжкият е изцяло черен, докато женската е с кафяво оперение, което в долната си част изсветлява. Младите птици са със сходен цвят, но с лек жълт оттенък на перата.
Птиците снасят две бели яйца с кафяви петна. Гнездото е грубо и сферично. Разпространена е по целия остров, а менюто ѝ е разнообразно – растения и насекоми.
Този вид се квалифицира като уязвим поради факта, че е разпространен в изключително ограничен ареал.